# Műszeres analitikai módszerek
A műszeres analitikai módszerek az analitikai kémia mennyiségi elemzési módszereinek egy csoportja. 
Az analitikai kémia két ága a minőségi (kvalitatív) elemzés (analízis) és a mennyiségi elemzés. Ez utóbbi fő ágazatai a térfogati (volumetrikus) analízis vagy titrimetria, a súly szerinti (gravimetrikus) analízis vagy gravimetria és a műszeres analitikai módszerek. Közülük a műszeres analitikai módszerek csoportja, az ami a leggyorsabban fejlődött az utóbbi évtizedekben, és ez az, aminek mind technikai kivitelezésének, mind alkalmazási területének van a legnagyobb perspektívája. A műszeres analitikai módszerek területe persze nem korlátozódik a mennyiségi analízisre, hanem ma már a kémiai analitikának egész területére kiterjed.
| Módszer | Angol megfelelő                                                                  |
| --- | -------------------------------------------------------------------------------- |
| Alfa részecske Röntgen spektrometria                                                                                  | en:Alpha particle X-ray spectrometer (APXS)                                      |
| Atomabszorpciós spektroszkópia                                                                                        | en:Atomic absorption spectroscopy (AAS)                                          |
| Atomemissziós spektroszkópia                                                                                          | en:Atomic emission spectroscopy (AES)                                            |
| Atomfluoreszcencia spektroszkópia                                                                                     | en:Atomic fluorescence spectroscopy (AFS)                                        |
| Transzmissziós elektronmikroszkópia                                                                                   | en:Transmission electron microscopy (TEM)                                        |
| Ciklikus voltammetria                                                                                                 | en:Cyclic Voltammetry (CV)                                                       |
| Differenciális pásztázó kalorimetria                                                                                  | en:Differential scanning calorimetry (DSC)                                       |
| Elektronspin-rezonancia spektroszkópia                                                                                | en:Electron spin resonance, (ESR), vagy en:Electron paramagnetic resonance (EPR) |
| Energiadiszperzív spektroszkópia                                                                                      | en:Energy Dispersive Spectroscopy (EDS/EDX)                                      |
| Erőtérbeli folyó frakcionálás                                                                                         | en:Field-flow fractionation (FFF)                                                |
| Folyadékkromatográfia-tömegspektrometria                                                                              | en:Liquid chromatography-mass spectrometry (LC-MS)                               |
| Fourier-transzformációs infravörös spektroszkópia                                                                     | en:Fourier transform spectroscopy (FTIR)                                         |
| Gázkromatográfia | en:Gas chromatography (GC)                                                       |
| Gázkromatográfia-tömegspektrometria                                                                                   | en:Gas chromatography-mass spectrometry (GC-MS)                                  |
| HPLC – nagy teljesítményű folyadékkromatográfia                                                                       | en:High Performance Liquid Chromatography (HPLC)                                 |
| Induktív csatolású plazma atomemissziós spektrometria                                                                 | en:Inductively coupled plasma atomic emission spectroscopy (ICP-AES)             |
| Induktív csatolású plazma tömegspektrometria                                                                          | en:Inductively coupled plasma mass spectrometry (ICP-MS)                         |
| Ion mikrominta analízis                                                                                               | en:Ion Microprobe (IM)                                                           |
| Ionszelektív elektródos analízis (pH)                                                                                 | en:Ion selective electrode (ISE) eg. determination of pH                         |
| Kapilláris elektroforézis                                                                                             | en:Capillary electrophoresis (CE)                                                |
| Kolorimetria | en:Colorimetry                                                                   |
| Kromatográfia | en:Chromatography                                                                |
| Lézergerjesztett lebomlásos spektroszkópia                                                                            | en:Laser Induced Breakdown Spectroscopy (LIBS)                                   |
| Mágneses magrezonancia                                                                                                | en:Nuclear magnetic resonance (NMR)                                              |
| Mössbauer spektroszkópia                                                                                              | en:Mossbauer spectroscopy                                                        |
| Neutronaktivációs analízis                                                                                            | en:Neutron activation analysis                                                   |
| Pásztázó elektronmikroszkóp                                                                                           | en:Scanning Electron Microscope (SEM)                                            |
| Pásztázó röntgenmikroszkóp                                                                                            | en:Scanning X-ray microscope (SXM)                                               |
| Pirolízis – gázkromatográfia – tömegspektrometria                                                                     | en:Pyrolysis:Gas chromatography:Mass spectrometry (PY-GC-MS)                     |
| Polarimetria | en:Polarimetry                                                                   |
| Raman spektroszkópia                                                                                                  | en:Raman spectroscopy                                                            |
| Refraktometria (törésmutató szerinti analízis)                                                                        | en:Refractive index                                                              |
| Rezonanciával erősített multifoton ionizálás                                                                          | en:Resonance enhanced multiphoton ionization (REMPI)                             |
| Protonindukált röntgenemissziós analízis                                                                              | en:Particle induced X-ray emission spectroscopy (PIXE)                           |
| Röntgen-fluoreszcencia spektrometria vagy Röntgenfluoreszcencia spektrometria, vagy Röntgenfluoreszcens spektrometria | en:X-ray fluorescence spectroscopy (XRF)                                         |
| Röntgen fotoelektron-spektroszkópia                                                                                   | en:X-ray photoelectron spectroscopy (XPS)                                        |
| Röntgen mikroszkópia                                                                                                  | en:X-ray microscopy (XRM)                                                        |
| Komputertomográfia, vagy számítógépes tomográfia                                                                      | en:Computed tomography                                                           |
| Tömegspektrometria | en:Mass spectrometry (MS)                                                        |
| Ultraibolya fotoelektron-spektroszkópia                                                                               | en:Ultraviolet photoelectron spectroscopy (UPS)                                  |

## Lásd még
Analitikai kémia